# Degerbäcken
Degerbäcken är en småort i Bodens kommun belägen i Överluleå socken.
Byn är ett jordbrukssamhälle beläget vid Luleälvens södra strand, ungefär 12 km uppströms älven från centralorten Boden. Degerbäckens station ligger knappt 3 km söder om samhället. Degerbäckens station var centrum till mitten av 1950-talet. Efter det började utbyggnaden av byn längs Lule älvdal.

## Befolkningsutveckling
| Befolkningsutvecklingen i Degerbäcken 1995–2015 | Befolkningsutvecklingen i Degerbäcken 1995–2015 | Befolkningsutvecklingen i Degerbäcken 1995–2015 | Befolkningsutvecklingen i Degerbäcken 1995–2015 | Befolkningsutvecklingen i Degerbäcken 1995–2015 |
| ----------------------------------------------- | ----------------------------------------------- | ----------------------------------------------- | ----------------------------------------------- | ----------------------------------------------- |
|                                                 |                                                 |                                                 |                                                 |                                                 |
| År                                              |                                                 |                                                 | Folkmängd                                       | Areal (ha)                                      |
| 1995                                            | 1995                                            |                                                 | 141                                             | 25#                                             |
| 2000                                            | 2000                                            |                                                 | 117                                             | 25#                                             |
| 2005                                            | 2005                                            |                                                 | 124                                             | 27#                                             |
| 2010                                            | 2010                                            |                                                 | 119                                             | 28#                                             |
| 2015                                            | 2015                                            |                                                 | 111                                             | 38#                                             |
| Anm.: # Som småort.                             |                                                 |                                                 |                                                 |                                                 |